# Drochtersen
Drochtersen – gmina samodzielna (niem. Einheitsgemeinde) w Niemczech, w kraju związkowym Dolna Saksonia, w powiecie Stade, nad rzeką Łabą.

## Współpraca
- Rosières-en-Santerre, Francja[1]